# Petteri Kupiainen
Petteri Kupiainen, né le 26 février 1960, est un joueur de football international finlandais, qui évoluait comme milieu de terrain. Il a joué 9 fois pour l'équipe nationale finlandaise, et a mis un terme à sa carrière professionnelle en 1989.

## Carrière
Il commence sa carrière au KuPS Kuopio en 1978, puis part en Belgique en 1979 pour rejoindre le FC Bruges. Il est à l'époque le plus jeune joueur finlandais à jouer à l'étranger. Il joue en Belgique jusqu'en 1981, période pendant laquelle il est appelé neuf fois en équipe nationale finlandaise, puis retourne au KuPS Kuopio. Il y termine sa carrière de joueur en 1989, après avoir remporté son seul trophée, la Coupe de Finlande. 

## Palmarès
- 1 fois vainqueur de la Coupe de Finlande en 1989 avec le KuPS Kuopio.
- 1 x champion de belgique en 1980

## Crédit d’auteurs
- (fi) Cet article est partiellement ou en totalité issu de l’article de Wikipédia en finnois intitulé « Petteri Kupiainen » (voir la liste des auteurs).